# Mamen Mayo
Mamen Mayo es una serie de televisión por internet española de comedia dramática creada por Eduard Sola para SkyShowtime. Está producida por Nostromo Pictures y protagonizada por Silvia Abril, Pablo Capuz, Mona Martínez, Clara Sans y Toni Acosta. Se estrenó en SkyShowtime el 18 de noviembre de 2024.

## Trama
La serie se centra en la mediadora de herencias Mamen Mayo (Silvia Abril) y su equipo, formado por su ayudante David Faura (Pablo Capuz), la tasadora Sebastiana (Mona Martínez) y la joven abogada Clara Codina (Clara Sans), mientras intenta resolver los conflictos de intereses dentro de las familias enredadas en disputas de herencias.

## Reparto

### Reparto principal
- Silvia Abril como Mamen Mayo
- Pablo Capuz como David Faura
- Mona Martínez como Sebastiana
- Clara Sans como Clara Codina
- Toni Acosta como Rebeca Mayo[3]

### Reparto secundario
- Óscar de la Fuente[3]
- Francisco Reyes[3]
- Javier Pereira[3]

## Capítulos
| N.º | Título                                 | Dirigido por        | Escrito por                      | Fecha de emisión original |
| --- | -------------------------------------- | ------------------- | -------------------------------- | ------------------------- |
| 1   | «Un piso y un fondo de inversión»      | Oriol Pérez Alcaraz | Eduard Sola                      | 18 de noviembre de 2024   |
| 2   | «Una cabaña en el bosque»              | Carmen Aumedes      | Elisenda Gorgues                 | 18 de noviembre de 2024   |
| 3   | «Una casa encantanda»                  | Carmen Aumedes      | Pol Cortecans                    | 18 de noviembre de 2024   |
| 4   | «Un restaurante frente al mar»         | Oriol Pérez Alcaraz | Daniel González                  | 18 de noviembre de 2024   |
| 5   | «Nicolásss»                            | Oriol Pérez Alcaraz | Daniel González                  | 18 de noviembre de 2024   |
| 6   | «Joyas, ropa interior y un manuscrito» | Miguel Ángel Faura  | Daniel González                  | 18 de noviembre de 2024   |
| 7   | «Un mechón de pelo»                    | Carmen Aumedes      | Elisenda Gorgues                 | 18 de noviembre de 2024   |
| 8   | «Mediaciones Mayo»                     | Miguel Ángel Faura  | Miguel Ángel Faura y Eduard Sola | 18 de noviembre de 2024   |

## Producción
Mamen Mayo fue anunciada por primera vez en junio de 2024 por Kai Finke, el CCO de SkyShowtime, durante el evento de Conecta 8. La serie es la primera serie española de producción propia de SkyShowtime, después de que sus series españolas originales anteriores—Bosé, Las invisibles, Mentiras pasajeras y la segunda temporada de Por H o por B—fueran adquiridas para su distribución en España mediante SkyShowtime por su homóloga estadounidense Paramount+. En septiembre de 2024, SkyShowtime confirmó la serie de forma formal y anunció que su reparto estaba formado por Silvia Abril, Pablo Capuz, Mona Martínez, Clara Sans, Óscar de la Fuente, Francisco Reyes, Javier Pereira y Toni Acosta.
Los showrunners de la serie son Eduard Sola y Miguel Ángel Faura, el primero de los cuales es también el creador de la serie.

## Lanzamiento y marketing
En octubre de 2024, SkyShowtime sacó el primer póster de la serie y programó su estreno para el 18 de noviembre de 2024.